# محمد عبد اللطيف بلقايد
محمد عبد اللطيف بلقايد الإدريسي الحسني العلوي المحمدي، المالكي الأشعري الجنيدي الهبري البلقايدي، شيخ الزاوية البلقايدية الهبرية، وطريقتها، ومن كبار علماء الجزائر، هو عالم من علماء المذهب المالكي، وعلم من أعلام العقيدة الأشعرية، والمنهج الجنيدي، ساهم في حفظ مكانة الزوايا العلمية في الجزائر، ومبادئها، وهي الاهتمام والتركيز على تدريس القرآن العظيم وعلومه، و الالتزام بالدين الحنيف.والدعوة إلى الإسلام المعتدل الخالي من كل غلو وتطرف، وتدريسه وتبليغ تعاليمه، ونشر ثقافته.

## نسبه
يعتبر من آل البيت، ويمتد نسبه إلى إدريس الأزهر بن إدريس الأول بن عبد الله المحض الكامل بن الحسن المثنى بن الإمام الحسن السبط بن أمير المؤمنين الإمام علي بن أبي طالب، والسيدة فاطمة الزهراء بنت رسول الله ﷺ.
- وهو حسني وحسيني فجده عبد الله المحض الكامل، أبوه هو الحسن المثنى بن الإمام الحسن السبط، وأمه هي فاطمة بنت الإمام الحسين السبط (فاطمة بنت الحسين بن علي).
- - رسول الله ﷺ، وعلي بن أبي طالب جداه، وحمزة سيد الشهداء، وجعفر الطيار في الجنة عماه، وخديجة الصديقة، وفاطمة بنت أسد الشفيقة جدتاه، وفاطمة بنت رسول الله ﷺ سيدة نساء العالمين، وفاطمة بنت الحسين سيدة ذراري النبيين أماه، والحسن والحسين، سبطا رسول الله ﷺ أبواه.
- ويمتد نسبه الروحي من حيث طريق القوم إلى سيدي محمد الهبري المتصل السند بمولانا العربي الدرقاوي، عن سيدنا أبي الحسن الشاذلي، عن سيدنا عبد السلام بن مشيش.[2]

## لمحة عن الشيخ
ولد بمدينة تلمسان بتاريخ 22 شعبان 1356هـ الموافق لـ 28 أكتوبر 1937م.
نقله غداة مولده جده أحمد بلقايد إلى سيدي محمد الهبري فوضعه في حجره ونظر إلى وجهه متفرسا ثم قال: «إِنّ ابني هذا سيكونُ لَه شأْن في هذه الطريقة».
فكان لتلك المقولة وقعها المؤثر في قلب والده سيدنا الشيخ محمد بلقايد فراح يحوط ابنه بكل عناية فلما شب أشرف بنفسه على تعليمه وتلقينه وتربيته فتلقى عنه الفقه والسيرة والعقيدة ومختلف علوم الشريعة فلما اشتد ساعده بدأ يلقنه علوم القوم كما تلقى عن عمه سيدي عبد الكريم بن الحاج محمد بلقايد الذي تولى تدريسه القرآن العظيم كما درس علوم اللغة والآداب على مجموعة من المشائخ على رأسهم الإمام الشيخ البشير بوهجرة وكانت له جولات في المناقشة والمدارسة مع الشيخ محمد متولي الشعراوي وقد اشتهر منذ صباه بالجد في طريق القوم وبلغ فيها مبلغ الرجال في سن مبكر في عهد والده الذي سمعنا منه قوله: نالها عَبْد اللّطيف بذراعه» أي أنه ما حاز المقام إلا بجده واجتهاده كما شهد له بمكارم الأخلاق وهذا مما يشهد له به الخاص والعام.
ودخل ذات مرة على والده وشيخه فاستقبله فرحا مستبشراً مردداً:
كثيراً ما يردد: « لست سوى خادما للطريق والفقراء ».
ونذكر من مآثره تلك التحفة المعمارية التي شيدها بإذن من والده بقرية سيدي معروف بوهران وبها مقر إقامته.
أخذ عنه الطريق ثلة من كبار العلماء والدكاترة من مختلف بلدان ودول العالم الإسلامي منها: المغرب ومصر والسعودية وتونس وسوريا ولبنان واليمن ومن بعض الدول الغربية كفرنسا وأمريكا.
كما تخرج من هذه الزاوية عدد من الطلبة منهم من شارك في المسابقة التي تنظمها وزارة الشؤون الدينية فنجح بامتياز وصار إماما خطيبا ومنهم من صار معلما رسميا للقرآن وما زال باب الفضل مفتوحا وطموح الشيخ ممتدا لأن يجعل من هذا المعهد مدرسة يتخرج منها العلماء والفقهاء خدمة للدين والوطن والمسلمين. وقد سخر لهذا الغرض كل ما يملك وجند أبناءه لخدمة الزاوية والفقراء.

## مواقفه النضالية والثورية
لقد كان محمد عبد اللطيف من المجاهدين الأوائل الذين تخرجوا في الزاوية على يد محمد بلقايد وحدث ذات مرة أن كان محل مطاردة من طرف الاستعمار صحبة والده الشيخ سيدي محمد بلقايد وأخيه سيدي عبد الرحيم واستمر الاستعمار يطارده ويضيق الخناق عليه لكونه كان يتولى التنسيق بين المجاهدين وجمع السلاح وتوزيعه وتنظيم الاتصال بين الفدائيين والمجاهدين في الجبال وبين المجاهدين والمناضلين في المدينة وقد نجاه الله من محاولة الإعدام رميا بالرصاص كما نجاه صحبة والده سيدي محمد بلقايد وأخيه سيدي عبد الرحيم من المعتقل الأمر الذي اضطره إلى الرحيل إلى سيدي بلعباس حيث ظل يمارس نشاطه الثوري حتى توقفت الحرب. كما أشرف على تنظيم استفتاء 02 ديسمبر 1962م الموافق لـ 5 رجب 1382هـ في منطقة سيدي بلعباس وما جاورها مع تصفية قائمة الأسماء المقترحة والصالحة لأن تتولى مهام سلطوية في إدارة الجمهورية الجزائرية.